# Michael-Andreas Butz
Michael-Andreas Butz (* 5. August 1948) ist ein deutscher Jurist und ehemaliger Pressesprecher des Bundesinnenministers und des Senats von Berlin.
Butz absolvierte ein Studium der Rechtswissenschaften mit Promotion zum Dr. iur. Er war Pressesprecher im Bundesministerium des Innern unter Minister Friedrich Zimmermann (CSU). Ab 1992 amtierte er im Staatssekretärsrang als Senatssprecher unter dem Regierenden Bürgermeister Eberhard Diepgen. Durch den Koalitionswechsel im Juni 2001 zu Klaus Wowereit (SPD) schied er aus, sein Nachfolger als Senatssprecher wurde daraufhin Helmut Lölhöffel. 
Anschließend wurde Butz als Rechtsanwalt und in der Unternehmensberatung tätig. Er gehört der CDU an.